# Меркушино
Мерку́шино — село в городском округе Верхотурский Свердловской области России.

## Географическое положение
Меркушино расположено на левом берегу Туры, в устье её левого притока — реки Меркушинки, в 48 километрах (по автодороге в 55 километрах) к востоку-юго-востоку от Верхотурья.

## История села
Село Меркушинское было основано примерно в 1620 году Меркушей Федотовым у впадения в Туру безымянной речки, позднее получившей название Меркушинка.
Около 1640 года в селе была построена церковь во имя Архистратига Михаила. В ней был похоронен праведный Симеон Верхотурский. В 1704 году из Меркушинского в Верхотурье были перенесены его мощи. В 1777 году храм сгорел, но на его месте возвели новую деревянную церковь. В 1809 году на её месте была освящена каменная церковь с приделами в честь святителя Николая Чудотворца и святителя Димитрия Ростовского. Храмы святого Симеона и Архистратига Михаила были соединены кирпичной галереей в единый архитектурный ансамбль.
В начале XX века село Меркушинское являлось центром прихода храма Архистратига Михаила, в который входили ещё 40 деревень. В Меркушинском были судостроительная верфь, фельдшерский пункт, пожарная команда и земское училище с библиотекой. Численность прихожан на начало 1902 года составляла почти 4 тысячи человек: 1919 мужчин и 2015 женщин. Сельчане занимались хлебопашеством, а также занимались замачиванием мочал и тканьем рогож и кулей, витьем лычных веревок, торговлей пушным товаром, рубкой, вывозкой и сплавом леса в город Тюмень.
В 1917 году причт Михайло-Архангельского прихода Меркушинского состоял из 8 человек: трёх священников (Стефан Кельсиевич Старцев, Алексий Стефанович Хлынов и Константин Стефанович Богоявленский), двух диаконов и трех псаломщиков (Александр Гашев и Григорий Старцев). Из них трое (Константин Богоявленский, Александр Гашев и Григорий Старцев) были однокурсниками — выпускниками Пермской духовной семинарии, назначенными в Меркушинское в 1917 году сразу после выпуска.
В советский период начались преследования церкви и верующих. Летом 1918 года в Меркушинской волости произошло событие, названное в советской историографии «деревянной войной» и восстанием против советской власти. До настоящего времени не ясно было ли это восстание или просто крестный ход в Верхотурье, в котором в основном участвовали женщины. Выступление было подавлено. 14 (27) июля 1918 года советские карательные органы расстреляли на сельском кладбище Меркушинского молодого священника Константина Богоявленского (он не возглавлял крестный ход и вероятно не участвовал в нём), церковного старосту и двух крестьян, заставив их вырыть себе могилу.
Приход в Меркушине оставался в лоне Русской православной церкви и не перешёл ни в поддерживаемый советскими властями обновленческий раскол, ни в григорианский раскол. Местные жители сопротивлялись попыткам закрытия храмов. Местный священник Сергий Увицкий были расстрелян большевиками.

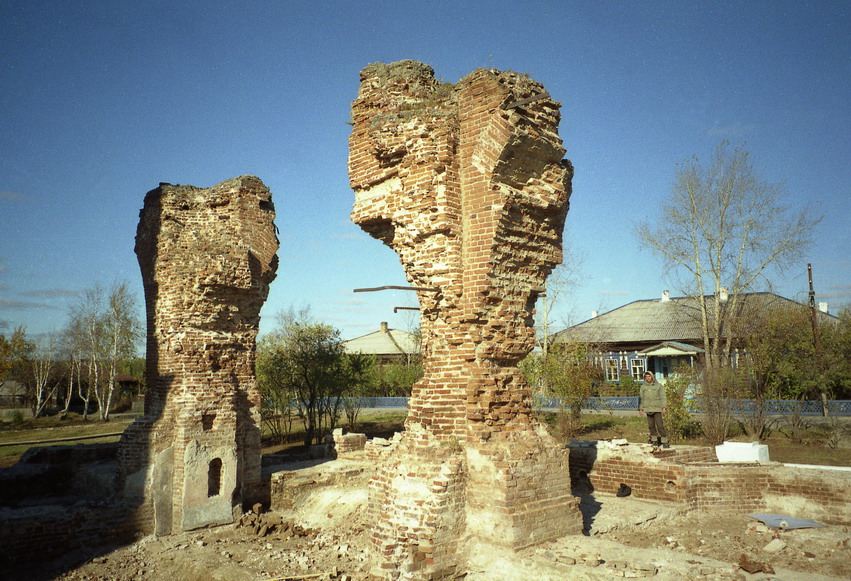
Михайло-Архангельский храм, взорванный в советский период (вид 2001 года)

В 1930-е годы храмы Меркушино были закрыты. В 1935 году закрыли Свято-Симеоновский храм, сделав из него сначала зернохранилище, после - спортивный зал, затем вовсе забросили. Вторая церковь - храм Архистратига Михаила - в 1930-е годы была взорвана и стояла в руинах. В 1945 году разобрали кирпичную галерею, а березовую рощу у храма вырубили. В 1960-е годы пионеры под руководством взрослых засыпали цельбоносный источник. Меркушино стало центром Меркушинского сельсовета, куда кроме самого села входили деревни Верхняя Баландина, Лаптева, Мызникова, Шнурова.
В 1990-е годы началось возрождение храмов Меркушина вместе с возрождением храмов и монастырей соседнего Верхотурья. С 1997 года в селе действует подворье екатеринбургского Ново-Тихвинского женского монастыря. Восстановили Свято-Симеоновский храм, который заново освятили 24 сентября 1999 года. К 2004 году весь комплекс храмов Меркушина был восстановлен. Михайло-Архангельский храм был освящён 11 августа 2004 года (центральный придел). Южный придел в честь святителя Николая Чудотворца был освящен 24 сентября 2007 года. Северный придел в честь святителя Димитрия Ростовского освятили 26 сентября 2008 года.
При восстановлении обнаружили мощи священномученика Константина Меркушинского, которые были помещены в Михайло-Архангельский храм - 31 мая 2002 года. Кроме того, был построен и освящён 26 сентября 2006 года храм во имя священномученика Константина Меркушинского. Это храм-баптистерий, предназначенный для принятия Крещения. В нём установлена каменная двухметровая купель для крещения взрослых по примеру храмов-баптистериев, существовавших при Константине Великом. При этом крещение в храме совершают бесплатно.

## Подворье Ново-Тихвинского женского монастыря

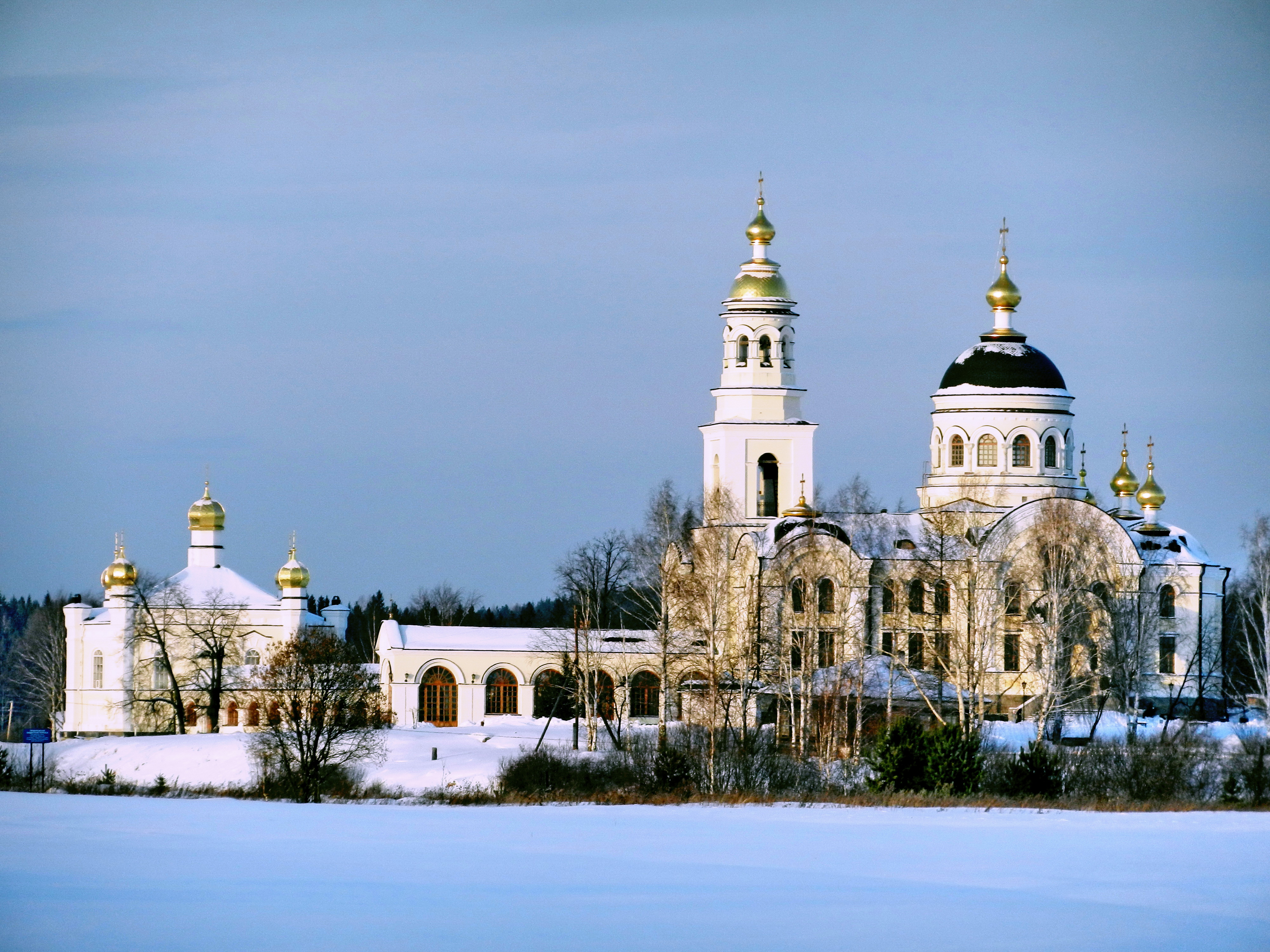

С 1997 года в Меркушино расположено одно из двух подворий екатеринбургского Ново-Тихвинского женского монастыря. В его составе три храма: Свято-Симеоновский, Михаило-Архангельский и во имя священномученика Константина Меркушинского. Главные святыни Свято-Симеоновского подворья – гробница святого праведного Симеона Верхотурского с цельбоносным источником и мощи священномученика Константина Меркушинского. Насельницы Ново-Тихвинского монастыря попеременно проживают на подворье, ведут запись всех чудесных случаев исцеления. Кроме того, принимают паломников, которые приезжают поклониться святыням на подворье.

## Население
| 1873 | 2002 | 2010 | 2021 |
| ---- | ---- | ---- | ---- |
| 97   | ↗113 | ↘107 | ↘50  |

Известные жители
- Симеон Верхотурский — вёл в Меркушине жизнь праведника, ловил рыбу и занимался портняжным ремеслом. Здесь же Симеон Верхотурский и был похоронен. В 1692 году гроб с нетленными останками Симеона Верхотурского вышел из земли, а в 1704 году его мощи были перенесены в Верхотурский Свято-Николаевский монастырь[13].
- Константин Меркушинский (Константин Стефанович Богоявленский), священномученик, расстрелян 14 (27) июля 1918 года.

## Достопримечательности
- «Церковь Симеона Верхотурского» (Симеоновская). Освящена в 1886 г., восстановлена в 2004 г.
- «Собор Михаила Архангела». Строился в 1911—1916 гг. Восстановлен в 2001—2004 гг. Храмы соединены 33-метровой галереей.
- Богородичный источник с небольшим водопадом.
- Деревянная церковь «Во Имя Всех Святых в Земле Сибирской Просиявших».
- Прибрежный камень, с которого по преданию Св. Симеон ловил рыбу.